# Telekom Srpske
Telekom Srpske est une entreprise de télécommunication basée à Banja Luka, Bosnie-Herzégovine. La société est détenue à 65 % par Telekom Srbija. Elle est la seconde plus grande compagnie de télécommunication en Bosnie-Herzégovine et la plus grosse sur la bourse de Banja Luka, avec une capitalisation boursière de 343 millions d'euros (673 millions de BAM).
La principale activité de l'entreprise concerne la téléphonie fixe et mobile national et international.
Ses autres activités sont :
- renseignements téléphoniques
- fournisseur d'accès à Internet
- conception, construction, rénovation et installation de dispositif de télécommunication.

## Performance financière
Telekom Srpske a des recettes de 344 millions de BAM (soit 176 millions d'euros) et un résultat net de 80 millions de BAM (soit 41 millions d'euros) en 2005.
Elle a 35 % de part de marché à la fois sur les téléphones fixes et portables en Bosnie-Herzégovine.
L'entreprise est cotée à la bourse de Banja Luka (BLSE) et elle est l'un des piliers de son principal indice boursier : le BIRS.

## Structure
Actionnaires :
- Telekom Srbija, 65 %
- Fonds de privatisation, 10 %
- Fonds de pension et d'assurance-invalidité, 10 %
- Fonds de restitution, 10 %
- Autres actionnaires, 5 %

Telekom Srpske a été privatisé en 2007, après un appel d'offres public. Telekom Srbija a offert 646 millions d'euros pour la participation majoritaire de 65 %, tandis que le deuxième soumissionnaire le plus élevé, Telekom Austria, a fait une offre de 467 millions d'euros.